# Smutsiga kriget

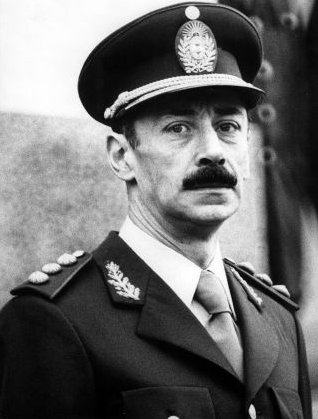
Jorge Rafael Videla (1925−2013) var diktator under det smutsiga kriget.

Smutsiga kriget (spanska: Guerra Sucia) kallas den argentinska militärens repression mot politiska motståndare, som under perioden 1974−1983 ledde till 30 000 människors försvinnande, merparten dödade. Den argentinska militären hade för avsikt att utplåna vänstern och peronisterna som hade ett tämligen stort inflytande i samhället, med mord, tortyr, utpressning och kidnappningar. Perioden omfattar dock ofta Juan och Isabel Perons tid vid makten 1973–1976, då Peronistpartiet drev egna dödsskvadroner. Efter militärkuppen 1976 fick regimen dock mer utpräglat högerprägel och provästlig inställning och repressionen inriktades i hög grad på peronisterna. De utplånades dock inte, och Peronistpartiet återkom som en stark politisk kraft efter demokratiseringen 1983. 
Två av de drabbade var argentinsk-svenskan Dagmar Hagelin och svensken Svante Grände. Begreppet tangerar också Operacion Condor ("Operation Kondor") som var ett internationellt samarbete mellan sydamerikanska militärregimer och USA i syfte att spåra upp och döda meningsmotståndare.  
ESMA kom att bli det största koncentrationslägret i Argentina, där drygt 5 000 personer beräknas ha varit internerade. Många av dessa dödades efter förhör och tortyr. En återkommande metod som förknippas med militärregimen var att bortföra politiska fångar på militärflygplan, där de (oftast drogade) knuffades eller rullades ut från rampen för att krossas mot Atlanten. På grund av metoder som dessa är antalet döda av dessa deparacecidos (försvunna) svårt att fastställa. 